# IMAGE (專輯)
《IMAGE》是日本樂團月之海的第2張錄音專輯，於1992年5月21日發行的正式主流出道作品。

## 曲目
全編曲：LUNA SEA

全作詞：RYUICHI（除WISH由RYUICHI和J共同作詞外）
1. CALL FOR LOVE
作曲：SUGIZO 
以多重女性和聲作為背景的曲目。
2. Déjàvu 
SUGIZO於1991年的巡迴演出時期中，精神低落時所寫作的唯一作品[1]。為演唱會中的固定曲目之一。
3. MECHANICAL DANCE
作曲：J
4. WALL
作曲：SUGIZO
5. Image
作曲：INORAN
6. SEARCH FOR REASON
作曲：J。本曲為RYUICHI加入樂團後首次作詞的歌曲。
7. IMITATION
作曲：J。
8. VAMPIRE'S TALK
作曲：INORAN。
9. SYMPTOM 
作曲：SUGIZO。
10. IN MIND
作曲：J。
11. MOON
作曲：SUGIZO。為第一張專輯LUNA SEA當中重新編寫後錄製的歌曲，並加入女性和聲與小提琴演奏。據成員表示，不只是單純的重錄版本，而是更為貼近這首歌原本之面貌的作品。[1]
12. WISH
作曲：J。在寫作時，為了和現場觀眾一起合唱所作的曲子。固定作為演唱會表演的最後一首曲目。[1]